# Casa Canfield-Wright
La Casa Canfield-Wright (en inglés: Canfield-Wright House) es una casa histórica ubicada en Del Mar en el estado estadounidense de California. La Casa Canfield-Wright se encuentra inscrito  en el Registro Nacional de Lugares Históricos desde el 14 de mayo de 2004. John C. Austin fue el arquitecto quién diseñó la Casa Canfield-Wright.

## Ubicación
Casa Canfield-Wright se encuentra dentro del condado de San Diego en las coordenadas 32°57′51″N 117°15′47″O / 32.964167, -117.263056.